# Kierzek (Pologne)
Pour les articles homonymes, voir Kierzek.
Kierzek (prononciation : [ˈkʲɛʐɛk]) est un village polonais de la gmina de Kadzidło dans le powiat d'Ostrołęka de la voïvodie de Mazovie dans le centre-est de la Pologne.
Il se situe à environ 10 kilomètres à l'ouest de Kadzidło (siège de la gmina), 25 kilomètres au nord-ouest d'Ostrołęka (siège du powiat) et à 115 kilomètres au nord de Varsovie (capitale de la Pologne).

## Histoire
De 1975 à 1998, le village appartenait administrativement à la voïvodie d'Ostrołęka.